# Associazione Calcio Pordenone 1980-1981
Questa voce raccoglie le informazioni riguardanti l'Associazione Calcio Pordenone nelle competizioni ufficiali della stagione 1980-1981.

## Rosa
| N. |                   | Ruolo | Calciatore          |
| -- | ----------------- | ----- | ------------------- |
|    | Italia (bandiera) | C     | Leandro Andrian     |
|    | Italia (bandiera) | A     | Giuseppe Bellinazzi |
|    | Italia (bandiera) | A     | Renato Bianco       |
|    | Italia (bandiera) | C     | Demetrio Cagnin     |
|    | Italia (bandiera) | D     | Roberto Cancian     |
|    | Italia (bandiera) | D     | Corrado Canzi       |
|    | Italia (bandiera) | D     | Mauro Catto         |
|    | Italia (bandiera) | P     | Attilio Da Pieve    |
|    | Italia (bandiera) | C     | Gianni Dreolini     |
|    | Italia (bandiera) | A     | Roberto Fabris      |
|    | Italia (bandiera) | A     | Roberto Fantinato   |

| N. |                   | Ruolo | Calciatore          |
| -- | ----------------- | ----- | ------------------- |
|    | Italia (bandiera) | D     | Mario Feroleto      |
|    | Italia (bandiera) | D     | Loris Fiorin        |
|    | Italia (bandiera) | D     | Antonio Geissa      |
|    | Italia (bandiera) | A     | Claudio Marson      |
|    | Italia (bandiera) | C     | Maurizio Mazzarella |
|    | Italia (bandiera) | C     | Claudio Mosolo      |
|    | Italia (bandiera) | C     | Renato Rodaro       |
|    | Italia (bandiera) | P     | Edi Sorci           |
|    | Italia (bandiera) |       | Spagnoli            |
|    | Italia (bandiera) | A     | Ermanno Tomei       |
|    | Italia (bandiera) | C     | Gianpaolo Zanotel   |